# Afraciura zernyi
Afraciura zernyi är en tvåvingeart som beskrevs av Erich Martin Hering 1941. Afraciura zernyi ingår i släktet Afraciura och familjen borrflugor. Inga underarter finns listade i Catalogue of Life.